# Крустпилсская волость
Кру́стпилсская волость (латыш. Krustpils pagasts) — одна из двадцати пяти территориальных единиц Екабпилсского края Латвии. Граничит с городами Екабпилс и Плявиняс, с Салской, Селпилсской и Вариешской волостями своего края и с Айвиекстской волостью Айзкраукльского края.
Крупнейшими населёнными пунктами волости являются: Спуньгени (волостной центр), Ирбениеки, Лопдарзи, Дарвасбренчи, Драудавас, Глазниеки, Катиши, Пенигас, Прижи, Продусала, Пурнини, Зельти, Звидзани.
Граница волости проходит по рекам Даугава и Айвиексте. По территории волости протекают реки Берзауне, Браслава, Лукступе и находится крупное болото Катишу пурвс.
Сельскохозяйственные земли занимают площадь 4430 га, леса — 2598 га, болота — 270 га, водоёмы — 303 га. На территории волости проживает около 1000 жителей, из которых 70,1 % латышей, 12,1 % русских, 9,7 % белорусов, 6,9 % поляков, 1 % украинцев.

## История
В 1935 году Крустпилсская волость Даугавпилсского уезда занимала площадь 233,4 км², которую населяли 6477 жителей. В 1941 году была административно переподчинена Екабпилсскому уезду. В 1945 году были созданы Драудавский, Эзериешский, Крустпилсский, Кукский, Вариешский и Зиланский сельские советы. 
После упразднения Крустпилсской волости в 1949 году Крустпилсский сельсовет входил поочерёдно в состав Крустпилсского и Екабпилсского районов. В 1954 году к Крустпилсскому сельсовету была присоединена территория упразднённого Драудавского сельсовета. 
В 1990 году сельсовет был реорганизован в волость. В 2009 году, по окончании латвийской административно-территориальной реформы, Крустпилсская волость вошла в состав Крустпилсского края.
В 2021 году в результате новой административно-территориальной реформы Крустпилсский край был упразднён, Крустпилсская волость была включена в Екабпилсский край.